# 市之倉町
市之倉町（いちのくらまち）は、岐阜県多治見市にある地名。現行の行政地名は市之倉町1丁目〜13丁目である。11丁目〜13丁目は「市之倉ハイランド」と称するニュータウンである。

## 地理
多治見市の南部にあり、東側は笠原町、南側は愛知県瀬戸市下半田川町に接する。西側は土岐川を挟んで三の倉町、北側は大畑町および脇之島町である。地区の中心を市之倉川が流れる。

## 市之倉ハイランド
市之倉11丁目〜13丁目は市之倉ハイランドと呼ばれるニュータウンだが、交通の不便さなどから転出が相次ぎ、空き家問題に悩まされている。このため、空き家対策事業のモデル地区に選ばれている。

## 人口
地区人口は2015年の国勢調査で6662人、高齢化率は30.9%である。

## 歴史
1951年に市之倉村が多治見市に合併され、多治見市市之倉町となった。

## 産業
古くより美濃焼の生産がさかんである。しかし良質な原料に乏しかったこの地では明治時代より盃がさかんに作られるようになった。現在でも幸兵衛窯など多くの窯元や陶磁器を生産する工場がある。

## 文化・教育
盃の生産がさかんだったことから、1995年に始まったオリベプロジェクトの一環として多治見市で1996年にオリベストリート構想がスタート、1997年に加藤卓男を中心として市之倉まちづくり実行委員会が発足し、2001年には「協同組合 陶の里いちのくら」が誕生した。2002年に市之倉さかづき美術館がオープンした。美術館では例年4月の第2土曜・日曜日に市之倉陶祖祭が開催されている。
町内には多治見市立市之倉小学校があるが、中学校はない。市之倉町は多治見市立南ヶ丘中学校の学区内にある。多治見市立市之倉中学校は1958年に同校に統合された。

## 交通
地区の東側を国道248号（志野もみじ街道）が南北に走っている。地区の西側は愛知県道・岐阜県道15号名古屋多治見線（愛岐道路）が通っている。東西方向は岐阜県道387号下石笠原市之倉線（市之倉オリベストリート）が通っている。また市之倉地区と土岐川の反対側にある古虎渓駅を結ぶのが岐阜県道・愛知県道123号市之倉内津線である。
最寄駅はJR中央本線 古虎渓駅である。市之倉町13丁目と同駅はもっとも近いところでは直線距離で1km程度しか離れていないが標高差は100m程度ある。道路事情により古虎渓駅と市之倉地区を結ぶバスは運行されておらず、愛知県瀬戸市の下半田川と多治見駅を結ぶ東鉄バスが市之倉地区を経由する。以前は多治見駅と市之倉ハイランドを結ぶ市之倉ハイランド線もあったが、2020年3月限りで廃止された。現在は市之倉トライアングルバスが多治見駅と市之倉ハイランドを結んでいる。
市之倉ハイランドと古虎渓駅を結ぶ交通機関はデマンドバスの古虎渓よぶくるバスがある。古虎渓よぶくるバスはデマンドバスで運賃が低廉であるにもかかわらず黒字という珍しい例である。古虎渓よぶくるバスは朝夕の通勤需要、市之倉トライアングルバスは日中の市内需要を担っている。